# Coniopteryx tineiformis
Coniopteryx tineiformis là một loài côn trùng trong họ Coniopterygidae thuộc bộ Neuroptera. Loài này được Curtis miêu tả năm 1834.